# Salih Yıldız
Salih Yıldız (ur. 5 stycznia 1996) – turecki judoka. Olimpijczyk z Paryża, gdzie zajął piąte miejsce w wadze ekstralekkiej.
Uczestnik mistrzostw świata w 2021, 2022, 2023 i 2024. Startował w Pucharze Świata w 2022. Brązowy medalista mistrzostw Europy w 2024. Trzeci na MŚ juniorów 2019. Mistrz Europy juniorów w 2019 roku.

## Letnie Igrzyska Olimpijskie 2024
| Konkurencja | Eliminacje              | Eliminacje                   | Finały                | Finały                 | Klas. końcowa |
| Konkurencja | Przeciwnik I            | 1/4                          | 1/2                   | o 3 miejsce            | Miejsce       |
| ----------- | ----------------------- | ---------------------------- | --------------------- | ---------------------- | ------------- |
| 60 kg       | Ashley McKenzie (JAM) Z | Giorgi Sardalaszwili (GEO) Z | Luka Mkheidze (FRA) P | Ryūju Nagayama (JPN) P | 5.            |